# Березенки (Чеховский район)
Березенки — деревня в Чеховском районе Московской области, в составе муниципального образования сельское поселение Стремиловское (до 28 февраля 2005 года входила в состав Стремиловского сельского округа).

## Население
| 2002 | 2006 | 2010 |
| ---- | ---- | ---- |
| 17   | ↗18  | ↘12  |

## География
Березенки расположены примерно в 13 км на юго-запад от Чехова, на безымянном ручье, левом притоке реки Нара, высота центра деревни над уровнем моря — 165 м.